# 児玉化学工業
児玉化学工業株式会社（こだまかがくこうぎょう、英文名称Kodama Chemical Industry Co,. LTD.）は、東京都に本社を置く化学メーカー。住宅設備・自動車向け合成樹脂加工や産業機器の製造などを行う。かつては三菱ケミカル（旧三菱樹脂）のグループに属していた。

## 主な事業
- 住宅設備・冷機部品事業

押出・真空成形により、ユニットバスや洗面化粧キャビネット、家電部品などの製造を行う。
- 自動車部品事業

タイの工場で、自動車のバンパーや内装材の加工を行う。

## 沿革
- 1946年 - 形式上の存続会社である小関商事株式会社設立（洋服雑貨製造・販売）。
- 1952年 - 児玉金属工業株式会社設立。
- 1955年 - 児玉金属工業が児玉化学工業株式会社に社名変更。
- 1957年 - 東京工場建設（大田区）
- 1959年 - 静岡工場建設
- 1961年 - 横浜工場・大阪工場建設。
- 1962年 - 株式額面変更のため、小関商事を存続会社として児玉化学工業を吸収合併。同年、東証二部上場。
- 1965年 - 東京工場（大田区）を閉鎖し、埼玉工場建設
- 1980年 - 袋井工場建設
- 2003年 - 大阪工場・静岡工場閉鎖。
- 2009年 - 横浜工場を閉鎖し、西湘工場に移転
- 2016年 - 2016年3月期決算において、為替差損やインドネシア現地法人の操業低下により連結純資産が6億37百万円に減少し、非支配株主持分を控除すると10百万円の債務超過となったため、上場廃止猶予期間入り。インドネシア現地法人の保有株式の一部を小島プレス工業に譲渡し、連結の範囲から除外。
- 2017年 - 提出した有価証券報告書で2017年3月期末の債務超過の解消が確認され、上場廃止猶予期間を解除された。新株予約権の発行による増資で自己資本を増強した。
- 2018年 - インドネシア現地法人の保有全株式を譲渡。
- 2019年 - 三菱ケミカルが「その他の関係会社」でなくなる[2]。
- 2020年1月 - 事業再生実務家協会に事業再生ADRを申請。即日受理された[3]。
- 2020年6月 - 2020年3月期決算において、非支配株主持分等を控除した連結ベースの自己資本が208百万円の債務超過となったため、上場廃止猶予期間入り[4]。事業再生ADR手続による取引先金融機関のエンデバー・ユナイテッド２号投資事業有限責任組合への債権譲渡、同組合による債務の株式化、現金出資及び債権放棄などにより債務超過を解消[5]。

## 事業所
- 本社 - 〒101-0041 東京都千代田区神田須田町2-25-16
- 埼玉第一工場 - 〒367-0063 埼玉県本庄市下野堂642
- 埼玉第二工場 - 〒367-0075 埼玉県本庄市大字新井字川原693-1
- 西湘工場 - 〒256-0804 神奈川県小田原市羽根尾字和田510-1
- 袋井工場 - 〒437-0012 静岡県袋井市国本270-6